# Kryspin Fioretti
Kryspin Fioretti, Kryspin z Viterbo, właśc. Piotr Fioretti, wł. Pietro Fioretti (ur. 13 listopada 1668 w Viterbo; zm. 19 maja 1750 w Rzymie) – włoski kapucyn, święty Kościoła katolickiego.

## Życiorys

### Lata młodzieńcze
Piotr Fioretti urodził się jako syn Marcji i rzemieślnika Ubalda Fioretti. Został ochrzczony w parafii San Giovanni in Zoccoli w Viterbo. Po śmierci ojca, Marcja, pobożna kobieta, zabrała 5. letniego syna do sanktuarium della Quercia, gdzie oddała go pod duchową opiekę Madonny.
Od tej pory rolę ojca przejął jego stryj Franciszek, szewc z zawodu. Piotr podjął edukację podstawową w szkole jezuickiej, a następnie pracował do 25 roku życia w warsztacie stryja. Już wtedy otaczała go sława świętości i znany był ze swego bogobojnego życia, naznaczonego postami i modlitwami.

### Początek życia zakonnego
Pociągnięty od najmłodszych lat przykładem życia naśladowców św. Franciszka z Asyżu, podjął decyzję o wstąpieniu do Zakonu Braci Mniejszych Kapucynów. Mimo wątłego zdrowia i po kilku odmowach za strony władz Zakonu, wreszcie otrzymał pozwolenie i 22 lipca 1693 roku, w święto św. Marii Magdaleny, otrzymał habit i rozpoczął nowicjat przyjmując imię Kryspin na cześć św. Kryspina, patrona szewców. Po rocznym czasie próby, który odbył w klasztorze w Palanzana, został przyjęty do zgromadzenia zakonnego.

### Brat Kryspin–kucharz, ogrodnik, infirmiarz, kwestarz
Dla Kryspina rozpoczął się okres wędrowania między kolejnymi klasztorami. Przebywał w: Tolfie (do 1697), Rzymie (1697), Albano (1697-1703), Monterotondo (1703-1709).
Kryspin spełniał w klasztorach różne obowiązki: był kucharzem, opiekował się chorymi, zajmował się ogrodem. Wszędzie, gdzie się pojawiał, dał poznać się, jako radosny i wrażliwy na ludzką biedę brat. Często też nazywano go „bratem radosnym” lub „wesołkiem Maryi”.
W 1709 roku Kryspin został przeniesiony do Orvieto, gdzie powierzono mu urząd kwestarza. Tutaj przebywał najdłużej, bo aż 40 lat z krótkimi przerwami. Obchodząc miasto i okoliczne wioski jako kwestarz nauczał napotkanych ludzi prawd wiary. Odwiedzał chorych i więźniów, by dodawać im otuchy i wstawiać się za nimi. Jak podają świadectwa, Kryspin odznaczał się pracowitością, gorliwością i był oddany wspólnocie zakonnej.
Zimą 1747/1748, zmorzony wieloma chorobami, brat Kryspin został przeniesiony z Orvieto do Rzymu. Osłabiony chorobą płuc zmarł 19 maja 1750 roku. Pozostawił po sobie liczne listy, poezje, maksymy i sentencje.
Kult religijny, jako błogosławionego, zatwierdził papież Pius VII w dniu 7 września 1806 roku dokonując beatyfikacji.
W poczet świętych zaliczył go Jan Paweł II w dniu 20 czerwca 1982 roku. Była to pierwsza kanonizacja dokonana przez papieża Polaka, w 800. rocznicę urodzin św. Franciszka i 300. rocznicę przybycia Braci Mniejszych Kapucynów do Polski.